# غلين رامزي
غلين رامزي هو لاعب هوكي الجليد كندي، ولد في 20 يناير 1935.

## وصلات خارجية
- غلين رامزي على موقع EliteProspects.com (الإنجليزية)
- غلين رامزي على موقع HockeyDB.com (الإنجليزية)